# Nicola Borgmann
Nicola Borgmann (* 1967 in Münster) ist eine Architektin und Kuratorin.
Ihr Studium der Kunstgeschichte, Theaterwissenschaft und Völkerkunde an der Ludwig-Maximilians-Universität München schloss Borgmann als Magister ab. Dem folgte ein Architekturstudium an der gleichen Universität.
Als Direktorin der Architekturgalerie München gestaltet Borgmann Veranstaltungen, Ausstellungen und Design Build Projekte zu Themen aus Architektur, Landschaftsarchitektur, Kunst und Design. Daneben lehrte sie an der TU München, der Akademie der Bildenden Künste München, der TH Nürnberg, der University of Addis Ababa und seit 2019 an der Universität Zürich.
Sie ist Mitglied der Deutschen Akademie für Städtebau und Landesplanung und Ehrenmitglied im Bund Deutscher Architekten.

## Auszeichnungen
- Bayerischer Architekturpreis (2011)
- Architekturpreis der Landeshauptstadt München (2018)